# Saint-Remy-du-Nord
Saint-Remy-du-Nord – miejscowość i gmina we Francji, w regionie Hauts-de-France, w departamencie Nord.
Według danych na rok 1990 gminę zamieszkiwało 1390 osób, a gęstość zaludnienia wynosiła 235 osób/km² (wśród 1549 gmin regionu Nord-Pas-de-Calais Saint-Remy-du-Nord plasuje się na 458. miejscu pod względem liczby ludności, natomiast pod względem powierzchni na miejscu 602.).